# Brouwerij Zeeberg
Brouwerij Zeeberg was een grote Belgische brouwerij aan de Dender in de Oost-Vlaamse stad Aalst.
Het bedrijf is bekend als de plek waar de Vlaamse auteur Louis Paul Boon als schilder in de 'vrieskelders' werkte van 1930 tot 1940 en als inspiratiebron voor de roman Menuet (1955). De luxepils Bergenbier was vermaard; de merknaam en etiketillustratie worden door AB Inbev nog steeds gebruikt in Roemenië.

## Geschiedenis
Brouwerij Zeeberg werd opgericht in 1861 door bierhandelaar August Van der Schueren.
In 1936 fuseerde Brouwerij Burny Frères met Brouwerij Zeeberg.
De brouwerij stopte haar activiteiten in 1975. De gebouwen werden bijna volledig gesloopt en de terreinen ingenomen door de glucosefabriek Amylum (thans Tereos Starch & Sweeteners Belgium). De leegstaande art-deco-loods (zie foto) verdween voor de verbreding van de Zeebergbrug over de Dender.
Aan de Denderzijde van het Tereos-terrein is nog steeds het woord "Zeeberg" op een gevel te vinden.

## Bieren[1]
Onder andere onderstaande bieren werden gebrouwen in deze brouwerij:
- Anker Ale Speciale
- B 41
- B 44
- Bavière
- Bergenbier
- Best Eagle BeeR
- Best Fox Beer
- Bière Triple d'Alost
- Bock
- Bock Aviator
- Bock Zeeberg
- Bruin Brune
- Donker Bruin
- Eurobier
- Extra Stout
- Fox Pils
- Gueuze
- Imperial Burny Brothers Stout
- Kerst Ale
- Lager Bier B. Z.
- Lambic Gueuze Extra
- Le Renard Lambic Gueuze Extra
- Mamba
- Norfolk-Scotch
- Oud Bier
- Ouden Bruinen
- Plumet Export
- Polar Beer
- Roosquell Zeeberg
- Speciale Blond
- Stout
- Stout Zeeberg
- Supporters
- Tower-Ale
- Triberg
- Triple d'Alos
- Vorberg
- Zeeberg Bruin
- Zeeberg Pils
- Zeeberg Alosta (een spéciale belge)
- Zeeberg Bergenbier (een luxepils)
- Zeeberg Brug Pils
- Zeeberg Brügdort
- Zeeberg Bruin
- Zeeberg Export
- Zeeberg Faro
- Zeeberg Paterbier
- Zeeberg Pils
- Zeeberg Simba (een pils voor Belgisch Kongo)
- Zeeberg Tembo (een pils voor Belgisch Kongo)